# ニョ・テ・チャウ
ニョ・テ・チャウ（Ngo The Chau、1977年）は、ベトナムの撮影監督。ハノイ出身。

## 映画
- スノーホワイト 白雪姫とドワーフの魔法（2019年）
- 僕の世界の中心は（2016年）
- ドッペルゲンガー 凍てつく分身（2014年）
- ニック/NICK 狼の掟（2013年）
- おじいちゃんの里帰り（2011年）